# Tercera División de España 1950-51
La temporada 1950–51 de la Tercera División de España de fútbol corresponde a la 14.ª edición del campeonato y se disputó entre el 10 de septiembre de 1950 y el 8 de julio de 1951.

## Sistema de competición
La Tercera División de España 1950-51 fue organizada por la Federación Española de Fútbol (RFEF).
El campeonato contó con la participación de 100 clubes divididos en seis grupos con distinto número de equipos cada uno. La competición siguió un sistema de liga, de modo que los equipos de cada grupo se enfrentaron entre sí, todos contra todos en dos ocasiones -una en campo propio y otra en campo contrario- sumando un total de 30, 32 y 34 jornadas según el grupo. El orden de los encuentros se decidió por sorteo antes de empezar la competición.
Se estableció una clasificación con arreglo a los puntos obtenidos en cada enfrentamiento, a razón de dos por partido ganado, uno por empatado y ninguno en caso de derrota. En caso de empate a puntos entre dos o más clubes en la clasificación, se tuvo en cuenta el mayor cociente de goles. 
Los dos primeros clasificados de cada grupo avanzaron a la Fase Final, divididos en dos grupos de seis equipos cada uno y en los que los dos primeros clasificados de cada uno de ellos ascendieron directamente a Segunda División.
En los grupos con 16 equipos, los dos últimos clasificados jugaron la promoción de permanencia junto a equipos de categoría Regional que optaban al ascenso. En los grupos con más de 16 equipos descendieron directamente los que quedaron clasificados en 17.ª y 18.ª posición; mientras que los clasificados en los puestos 15 y 16 jugaron igualmente la promoción de permanencia.

## Clasificaciones

### Grupo I
| Pos. | Equipo                             | Pts. | PJ | G  | E | P  | GF  | GC | Dif. | Clasificación                     |
| ---- | ---------------------------------- | ---- | -- | -- | - | -- | --- | -- | ---- | --------------------------------- |
| 1    | Atlético de Zamora                 | 44   | 30 | 21 | 2 | 7  | 111 | 51 | +60  | Acceso a Fase Final               |
| 2    | Caudal Deportivo                   | 43   | 30 | 20 | 3 | 7  | 86  | 47 | +39  | Acceso a Fase Final               |
| 3    | Real Juvencia                      | 40   | 30 | 18 | 4 | 8  | 63  | 45 | +18  |                                   |
| 4    | C. D. Juvenil                      | 39   | 30 | 17 | 5 | 8  | 73  | 50 | +23  |                                   |
| 5    | Cultural Leonesa                   | 36   | 30 | 15 | 6 | 9  | 75  | 50 | +25  |                                   |
| 6    | C. P. La Felguera                  | 31   | 30 | 12 | 7 | 11 | 51  | 47 | +4   |                                   |
| 7    | S. D. Ponferradina                 | 30   | 30 | 14 | 2 | 14 | 62  | 84 | −22  |                                   |
| 8    | Club Langreano                     | 30   | 30 | 14 | 2 | 14 | 59  | 62 | −3   |                                   |
| 9    | Pontevedra C. F.                   | 29   | 30 | 13 | 3 | 14 | 67  | 67 | 0    |                                   |
| 10   | Real Avilés C. F.                  | 27   | 30 | 12 | 3 | 15 | 60  | 68 | −8   |                                   |
| 11   | Arosa S. C.                        | 27   | 30 | 11 | 5 | 14 | 54  | 63 | −9   |                                   |
| 12   | Arsenal C. F. El Ferrol            | 24   | 30 | 11 | 2 | 17 | 46  | 64 | −18  |                                   |
| 13   | S. D. Vetusta                      | 24   | 30 | 10 | 4 | 16 | 56  | 63 | −7   |                                   |
| 14   | Club Lemos                         | 22   | 30 | 9  | 4 | 17 | 48  | 79 | −31  |                                   |
| 15   | C. D. Fábrica Nacional de Palencia | 17   | 30 | 8  | 3 | 19 | 39  | 72 | −33  | Acceso a Promoción de permanencia |
| 16   | Club Santiago                      | 16   | 30 | 5  | 6 | 19 | 36  | 74 | −38  | Acceso a Promoción de permanencia |

 Fuente: Fútbol Regional

### Grupo II
| Pos. | Equipo                              | Pts. | PJ | G  | E | P  | GF | GC  | Dif. | Clasificación                     |
| ---- | ----------------------------------- | ---- | -- | -- | - | -- | -- | --- | ---- | --------------------------------- |
| 1    | S. D. Eibar                         | 52   | 34 | 23 | 6 | 5  | 84 | 45  | +39  | Acceso a Fase Final               |
| 2    | Deportivo Alavés                    | 47   | 34 | 20 | 7 | 7  | 75 | 41  | +34  | Acceso a Fase Final               |
| 3    | Burgos C. F.                        | 47   | 34 | 19 | 9 | 6  | 71 | 42  | +29  |                                   |
| 4    | C. D. Guecho                        | 45   | 34 | 19 | 7 | 8  | 70 | 38  | +32  |                                   |
| 5    | S. D. Indauchu                      | 38   | 34 | 16 | 6 | 12 | 68 | 63  | +5   |                                   |
| 6    | C. D. Mirandés                      | 38   | 34 | 16 | 6 | 12 | 63 | 52  | +11  |                                   |
| 7    | C. D. Izarra                        | 34   | 34 | 16 | 2 | 16 | 75 | 78  | −3   |                                   |
| 8    | C. D. Calahorra                     | 33   | 34 | 15 | 3 | 16 | 54 | 63  | −9   |                                   |
| 9    | Club Sestao                         | 33   | 34 | 14 | 5 | 15 | 58 | 63  | −5   |                                   |
| 10   | Arenas Club                         | 32   | 34 | 14 | 4 | 16 | 70 | 59  | +11  |                                   |
| 11   | C. D. Naval de Reinosa (D)          | 30   | 34 | 13 | 4 | 17 | 66 | 66  | 0    | Descenso a Regional               |
| 12   | S. D. Erandio Club                  | 30   | 34 | 13 | 4 | 17 | 59 | 63  | −4   |                                   |
| 13   | C. D. Basconia                      | 30   | 34 | 11 | 8 | 15 | 52 | 52  | 0    |                                   |
| 14   | C. D. Recreación de Logroño         | 30   | 34 | 13 | 4 | 17 | 61 | 71  | −10  |                                   |
| 15   | C. D. Juventud Real Santander S. D. | 28   | 34 | 10 | 8 | 16 | 57 | 76  | −19  | Acceso a Promoción de permanencia |
| 16   | S. D. Rayo Cantabria                | 24   | 34 | 8  | 8 | 18 | 59 | 74  | −15  | Acceso a Promoción de permanencia |
| 17   | Real Unión Club (D)                 | 22   | 34 | 9  | 4 | 21 | 49 | 91  | −42  | Descenso a Regional               |
| 18   | C. D. Tudelano (D)                  | 19   | 34 | 7  | 5 | 22 | 43 | 107 | −64  | Descenso a Regional               |

 Fuente: Fútbol Regional
Notas:
1. ↑  El C. D. Naval renunció a su plaza para la siguiente temporada.

### Grupo III
| Pos. | Equipo                  | Pts. | PJ | G  | E | P  | GF | GC | Dif. | Clasificación                     |
| ---- | ----------------------- | ---- | -- | -- | - | -- | -- | -- | ---- | --------------------------------- |
| 1    | U. D. San Martín        | 46   | 32 | 22 | 2 | 8  | 94 | 54 | +40  | Acceso a Fase Final               |
| 2    | C. D. Tarrasa           | 43   | 32 | 19 | 5 | 8  | 82 | 57 | +25  | Acceso a Fase Final               |
| 3    | Atlético Zaragoza       | 42   | 32 | 19 | 4 | 9  | 99 | 48 | +51  |                                   |
| 4    | S. D. España Industrial | 40   | 32 | 16 | 8 | 8  | 75 | 52 | +23  |                                   |
| 5    | C. D. Tortosa           | 36   | 32 | 15 | 6 | 11 | 81 | 49 | +32  |                                   |
| 6    | U. D. Sans              | 35   | 32 | 15 | 5 | 12 | 74 | 45 | +29  |                                   |
| 7    | C. D. Mataró            | 33   | 32 | 12 | 9 | 11 | 57 | 54 | +3   |                                   |
| 8    | C. D. Binéfar           | 33   | 32 | 13 | 7 | 12 | 53 | 57 | −4   |                                   |
| 9    | C. D. Manresa           | 32   | 32 | 16 | 0 | 16 | 72 | 76 | −4   |                                   |
| 10   | Arenas S. D.            | 31   | 32 | 13 | 5 | 14 | 65 | 62 | +3   |                                   |
| 11   | C. F. Igualada          | 31   | 32 | 11 | 9 | 12 | 56 | 58 | −2   |                                   |
| 12   | S. D. Escoriaza         | 27   | 32 | 11 | 5 | 16 | 74 | 79 | −5   |                                   |
| 13   | C. D. Calatayud         | 26   | 32 | 10 | 6 | 16 | 52 | 67 | −15  |                                   |
| 14   | C. D. Granollers        | 25   | 32 | 9  | 7 | 16 | 55 | 75 | −20  |                                   |
| 15   | C. D. Júpiter           | 25   | 32 | 10 | 5 | 17 | 59 | 91 | −32  | Acceso a Promoción de permanencia |
| 16   | C. F. Tarréga           | 20   | 32 | 7  | 6 | 19 | 43 | 94 | −51  | Acceso a Promoción de permanencia |
| 17   | Reus Deportivo (D)      | 19   | 32 | 8  | 3 | 21 | 53 | 96 | −43  | Descenso a Regional               |

 Fuente: Fútbol Regional

### Grupo IV
| Pos. | Equipo                            | Pts. | PJ | G  | E | P  | GF | GC | Dif. | Clasificación                     |
| ---- | --------------------------------- | ---- | -- | -- | - | -- | -- | -- | ---- | --------------------------------- |
| 1    | C. D. Cacereño                    | 38   | 30 | 15 | 8 | 7  | 70 | 41 | +29  | Acceso a Fase Final               |
| 2    | Guadalajara C. F.                 | 37   | 30 | 15 | 7 | 8  | 60 | 53 | +7   | Acceso a Fase Final               |
| 3    | C. D. Calvo Sotelo de Puertollano | 36   | 30 | 16 | 4 | 10 | 68 | 58 | +10  |                                   |
| 4    | C. D. Manchego                    | 35   | 30 | 15 | 5 | 10 | 56 | 45 | +11  |                                   |
| 5    | C. D. Badajoz                     | 33   | 30 | 15 | 3 | 12 | 71 | 60 | +11  |                                   |
| 6    | Ávila C. F.                       | 32   | 30 | 13 | 6 | 11 | 62 | 50 | +12  |                                   |
| 7    | Tomelloso C. F.                   | 31   | 30 | 11 | 9 | 10 | 62 | 53 | +9   |                                   |
| 8    | S. D. Gimnástica Segoviana        | 31   | 30 | 14 | 3 | 13 | 72 | 65 | +7   |                                   |
| 9    | S. D. Emeritense                  | 31   | 30 | 12 | 7 | 11 | 65 | 56 | +9   |                                   |
| 10   | U. B. Conquense                   | 30   | 30 | 13 | 4 | 13 | 54 | 65 | −11  |                                   |
| 11   | C. D. Talavera (D)                | 27   | 30 | 11 | 5 | 14 | 70 | 89 | −19  | Descenso a Regional               |
| 12   | C. D. Valdepeñas                  | 27   | 30 | 11 | 5 | 14 | 60 | 78 | −18  |                                   |
| 13   | A. D. Rayo Vallecano              | 25   | 30 | 11 | 3 | 16 | 52 | 59 | −7   |                                   |
| 14   | C. D. Toledo                      | 24   | 30 | 9  | 6 | 15 | 62 | 54 | +8   |                                   |
| 15   | R. S. D. Alcalá                   | 24   | 30 | 11 | 2 | 17 | 53 | 75 | −22  | Acceso a Promoción de permanencia |
| 16   | C. D. Cuatro Caminos              | 19   | 30 | 6  | 7 | 17 | 45 | 81 | −36  | Acceso a Promoción de permanencia |

 Fuente: Fútbol Regional
Notas:
1. ↑  El C. D. Talavera renunció a su plaza para la siguiente temporada.

### Grupo V
| Pos. | Equipo                   | Pts. | PJ | G  | E | P  | GF | GC  | Dif. | Clasificación                     |
| ---- | ------------------------ | ---- | -- | -- | - | -- | -- | --- | ---- | --------------------------------- |
| 1    | C. D. Atlético Baleares  | 43   | 32 | 17 | 9 | 6  | 88 | 35  | +53  | Acceso a Fase Final               |
| 2    | Alicante C. F.           | 43   | 32 | 19 | 5 | 8  | 95 | 59  | +36  | Acceso a Fase Final               |
| 3    | C. D. Castellón          | 40   | 32 | 16 | 8 | 8  | 54 | 38  | +16  |                                   |
| 4    | C. D. Manacor            | 39   | 31 | 16 | 7 | 8  | 75 | 38  | +37  |                                   |
| 5    | Imperial C. F.           | 35   | 32 | 16 | 3 | 13 | 82 | 64  | +18  |                                   |
| 6    | Elche C. F.              | 34   | 32 | 14 | 6 | 12 | 65 | 51  | +14  |                                   |
| 7    | C. D. Naval de Cartagena | 33   | 32 | 14 | 5 | 13 | 59 | 63  | −4   |                                   |
| 8    | Orihuela Deportiva C. F. | 33   | 32 | 14 | 5 | 13 | 79 | 60  | +19  |                                   |
| 9    | Catarroja C. F.          | 33   | 32 | 13 | 7 | 12 | 56 | 64  | −8   |                                   |
| 10   | Novelda C. F.            | 32   | 32 | 15 | 2 | 15 | 58 | 71  | −13  |                                   |
| 11   | San Javier C. F.         | 31   | 32 | 14 | 3 | 15 | 52 | 52  | 0    |                                   |
| 12   | Villena C. F.            | 30   | 32 | 12 | 6 | 14 | 73 | 75  | −2   |                                   |
| 13   | C. D. Segarra (D)        | 30   | 32 | 13 | 4 | 15 | 60 | 68  | −8   | Descenso a Regional               |
| 14   | C. D. Constancia (D)     | 27   | 32 | 13 | 3 | 16 | 58 | 68  | −10  | Descenso a Regional               |
| 15   | C. D. Olímpico (D)       | 24   | 32 | 8  | 9 | 15 | 54 | 72  | −18  | Descenso a Regional               |
| 16   | C. D. Eldense            | 20   | 31 | 7  | 6 | 18 | 48 | 93  | −45  | Acceso a Promoción de permanencia |
| 17   | C. D. Cieza (D)          | 10   | 32 | 5  | 2 | 25 | 28 | 113 | −85  | Descenso a Regional               |

 Fuente: Fútbol Regional
Notas:
1. 1 2  El C. D. Constancia y el C. D. Segarra perdieron la categoría por motivos financieros.
2. ↑  El C. D. Olímpico no participó en la promoción de permanencia por lo que bajó directamente a Regional.

### Grupo VI
| Pos. | Equipo                     | Pts. | PJ | G  | E | P  | GF | GC | Dif. | Clasificación                     |
| ---- | -------------------------- | ---- | -- | -- | - | -- | -- | -- | ---- | --------------------------------- |
| 1    | R. C. Recreativo de Huelva | 41   | 30 | 17 | 7 | 6  | 86 | 41 | +45  | Acceso a Fase Final               |
| 2    | Real Betis                 | 40   | 30 | 18 | 4 | 8  | 95 | 53 | +42  | Acceso a Fase Final               |
| 3    | Real Jaén C. F.            | 40   | 30 | 19 | 2 | 9  | 73 | 43 | +30  |                                   |
| 4    | U. D. Almería              | 37   | 30 | 16 | 5 | 9  | 57 | 45 | +12  |                                   |
| 5    | C. D. San Fernando         | 34   | 30 | 15 | 4 | 11 | 71 | 56 | +15  |                                   |
| 6    | Jerez C. D.                | 32   | 30 | 12 | 8 | 10 | 62 | 49 | +13  |                                   |
| 7    | Español C. F. de Tetuán    | 30   | 30 | 14 | 2 | 14 | 51 | 63 | −12  |                                   |
| 8    | Cádiz C. F.                | 30   | 30 | 13 | 4 | 13 | 48 | 49 | −1   |                                   |
| 9    | C. D. Iliturgi             | 28   | 30 | 11 | 6 | 13 | 61 | 61 | 0    |                                   |
| 10   | C. D. Moghreb Al-Aksa      | 27   | 30 | 12 | 3 | 15 | 54 | 52 | +2   |                                   |
| 11   | C. D. Utrera               | 27   | 30 | 11 | 5 | 14 | 52 | 68 | −16  |                                   |
| 12   | Atlético Malagueño         | 26   | 30 | 9  | 8 | 13 | 49 | 62 | −13  |                                   |
| 13   | Recreativo Granada         | 24   | 30 | 9  | 6 | 15 | 36 | 69 | −33  |                                   |
| 14   | U. D. España de Tánger     | 23   | 30 | 8  | 7 | 15 | 49 | 64 | −15  |                                   |
| 15   | Algeciras C. F.            | 22   | 30 | 10 | 2 | 18 | 42 | 71 | −29  | Acceso a Promoción de permanencia |
| 16   | Larache C. F.              | 19   | 30 | 8  | 3 | 19 | 34 | 74 | −40  | Acceso a Promoción de permanencia |

 Fuente: Fútbol Regional

## Fase Final

### Grupo I
| Pos. | Equipo               | Pts. | PJ | G | E | P | GF | GC | Dif. | Clasificación              |     | CAU | ALA | ATZ | EIB | TAR | SMA |
| ---- | -------------------- | ---- | -- | - | - | - | -- | -- | ---- | -------------------------- | --- | --- | --- | --- | --- | --- | --- |
| 1    | Caudal Deportivo (A) | 13   | 10 | 6 | 1 | 3 | 21 | 19 | +2   | Ascenso a Segunda División |     | —   | 2–1 | 3–0 | 2–0 | 2–0 | 2–0 |
| 2    | Deportivo Alavés (A) | 13   | 10 | 6 | 1 | 3 | 16 | 16 | 0    | Ascenso a Segunda División |     | 1–0 | —   | 3–2 | 1–0 | 4–0 | 2–1 |
| 3    | Atlético de Zamora   | 10   | 10 | 5 | 0 | 5 | 32 | 20 | +12  |                            |     | 8–1 | 6–0 | —   | 4–1 | 7–1 | 3–2 |
| 4    | S. D. Eibar          | 9    | 10 | 4 | 1 | 5 | 18 | 17 | +1   |                            | 2–2 | 4–2 | 2–0 | —   | 2–3 | 3–0 |     |
| 5    | C. D. Tarrasa        | 8    | 10 | 4 | 0 | 6 | 18 | 26 | −8   |                            | 4–5 | 0–1 | 3–1 | 2–1 | —   | 4–1 |     |
| 6    | U. D. San Martín     | 7    | 10 | 3 | 1 | 6 | 15 | 22 | −7   |                            | 3–2 | 1–1 | 4–1 | 1–3 | 2–1 | —   |     |

 Fuente: Futbolme

### Grupo II
| Pos. | Equipo                      | Pts. | PJ | G | E | P | GF | GC | Dif. | Clasificación              |     | ATB | ALI | BET | REC | CAC | GUA |
| ---- | --------------------------- | ---- | -- | - | - | - | -- | -- | ---- | -------------------------- | --- | --- | --- | --- | --- | --- | --- |
| 1    | C. D. Atlético Baleares (A) | 13   | 10 | 5 | 3 | 2 | 34 | 15 | +19  | Ascenso a Segunda División |     | —   | 5–1 | 3–2 | 2–0 | 8–0 | 9–0 |
| 2    | Alicante C. F. (A)          | 11   | 10 | 5 | 1 | 4 | 18 | 20 | −2   | Ascenso a Segunda División |     | 2–1 | —   | 3–1 | 2–0 | 2–1 | 5–2 |
| 3    | Real Betis                  | 11   | 10 | 5 | 1 | 4 | 23 | 17 | +6   |                            |     | 1–1 | 3–0 | —   | 5–3 | 4–2 | 3–1 |
| 4    | R. C. Recreativo de Huelva  | 11   | 10 | 4 | 3 | 3 | 20 | 16 | +4   |                            | 2–2 | 2–2 | 2–1 | —   | 3–1 | 5–0 |     |
| 5    | C. D. Cacereño              | 11   | 10 | 5 | 1 | 4 | 25 | 22 | +3   |                            | 5–1 | 2–0 | 2–1 | 1–1 | —   | 6–2 |     |
| 6    | C. D. Guadalajara           | 3    | 10 | 1 | 1 | 8 | 10 | 40 | −30  |                            | 2–2 | 3–1 | 0–2 | 0–2 | 0–5 | —   |     |

 Fuente: Futbolme

## Promoción de Permanencia

### Grupo I
| Pos. | Equipo                                 | Pts. | PJ | G | E | P | GF | GC | Dif. | Clasificación              |     | SAN | CAL | POL | HIS | FAB | FNP |
| ---- | -------------------------------------- | ---- | -- | - | - | - | -- | -- | ---- | -------------------------- | --- | --- | --- | --- | --- | --- | --- |
| 1    | Club Santiago                          | 12   | 8  | 6 | 0 | 2 | 24 | 16 | +8   |                            |     | —   | 1–0 | 5–0 | 5–2 | 2–0 |     |
| 2    | Club Calzada (A)                       | 10   | 8  | 4 | 2 | 2 | 20 | 10 | +10  | Ascenso a Tercera División |     | 8–2 | —   | 2–1 | 0–0 | 4–1 |     |
| 3    | C. D. Polvorín (A)                     | 8    | 8  | 4 | 0 | 4 | 15 | 22 | −7   | Ascenso a Tercera División |     | 2–4 | 2–1 | —   | 3–2 | 4–2 |     |
| 4    | Hispania de Ferrol C. F.               | 6    | 8  | 2 | 2 | 4 | 17 | 21 | −4   |                            |     | 4–2 | 1–3 | 2–3 | —   | 3–2 |     |
| 5    | Fabril S. D.                           | 4    | 8  | 1 | 2 | 5 | 14 | 21 | −7   |                            | 0–3 | 2–2 | 4–0 | 3–3 | —   |     |     |
| 6    | C. D. Fábrica Nacional de Palencia (D) | 0    | 0  | 0 | 0 | 0 | 0  | 0  | 0    | Descenso a Regional        |     |     |     |     |     |     | —   |

 Fuente: Futbolme
Notas:
1. ↑  El Club Deportivo Fábrica Nacional de Palencia se retiró de la promoción tras dos jornadas y perdió la categoría.

### Grupo II
| Pos. | Equipo                                  | Pts. | PJ | G | E | P | GF | GC | Dif. | Clasificación              |     | RAY | POR | MON | JUV | PEÑ | SAN |
| ---- | --------------------------------------- | ---- | -- | - | - | - | -- | -- | ---- | -------------------------- | --- | --- | --- | --- | --- | --- | --- |
| 1    | S. D. Rayo Cantabria                    | 14   | 10 | 6 | 2 | 2 | 17 | 12 | +5   |                            |     | —   | 1–1 | 3–1 | 2–2 | 2–0 | 1–0 |
| 2    | Club Portugalete (A)                    | 13   | 10 | 6 | 1 | 3 | 21 | 13 | +8   | Ascenso a Tercera División |     | 3–1 | —   | 0–1 | 2–1 | 3–0 | 2–0 |
| 3    | Mondragón C. F.                         | 12   | 10 | 6 | 0 | 4 | 16 | 15 | +1   |                            |     | 0–1 | 0–2 | —   | 3–2 | 3–1 | 3–1 |
| 4    | C. D. Juventud Real Santander S. D. (D) | 9    | 10 | 4 | 1 | 5 | 18 | 19 | −1   | Descenso a Regional        |     | 2–1 | 3–2 | 1–3 | —   | 1–2 | 2–0 |
| 5    | C. D. Peña Sport                        | 7    | 10 | 3 | 1 | 6 | 14 | 20 | −6   |                            |     | 2–3 | 5–3 | 3–0 | 1–4 | —   | 0–0 |
| 6    | Santoña C. F.                           | 5    | 10 | 2 | 1 | 7 | 8  | 15 | −7   |                            | 1–2 | 1–3 | 1–2 | 3–0 | 1–0 | —   |     |

 Fuente: Futbolme

### Grupo III
| Pos. | Equipo                  | Pts. | PJ | G | E | P | GF | GC | Dif. | Clasificación              |  | EUR | TAR | HER  | VIL | JUP | CEL |
| ---- | ----------------------- | ---- | -- | - | - | - | -- | -- | ---- | -------------------------- |  | --- | --- | ---- | --- | --- | --- |
| 1    | C. D. Europa (A)        | 15   | 10 | 7 | 1 | 2 | 30 | 12 | +18  | Ascenso a Tercera División |  | —   | 2–2 | 5–0  | 2–0 | 3–1 | 7–1 |
| 2    | C. F. Tárrega           | 12   | 10 | 5 | 2 | 3 | 21 | 14 | +7   |                            |  | 3–1 | —   | 2–1  | 4–0 | 2–0 | 3–1 |
| 3    | C. F. Hernán Cortés (A) | 11   | 10 | 5 | 1 | 4 | 31 | 23 | +8   | Ascenso a Tercera División |  | 4–3 | 3–2 | —    | 3–2 | 2–2 | 5–0 |
| 4    | C. F. Villafranca       | 9    | 10 | 4 | 1 | 5 | 18 | 20 | −2   |                            |  | 0–2 | 2–1 | 4–1  | —   | 4–1 | 3–1 |
| 5    | C. D. Júpiter (D)       | 8    | 10 | 2 | 4 | 4 | 15 | 22 | −7   | Descenso a Regional        |  | 1–4 | 1–1 | 3–2  | 1–1 | —   | 4–2 |
| 6    | C. D. Celta de Zaragoza | 5    | 10 | 2 | 1 | 7 | 13 | 37 | −24  |                            |  | 0–1 | 3–1 | 0–10 | 4–2 | 1–1 | —   |

 Fuente: Futbolme

### Grupo IV
| Pos. | Equipo                     | Pts. | PJ | G | E | P | GF | GC | Dif. | Clasificación              |     | SAL | CUA | MIG | BOE | ALC | MON |
| ---- | -------------------------- | ---- | -- | - | - | - | -- | -- | ---- | -------------------------- | --- | --- | --- | --- | --- | --- | --- |
| 1    | U. D. San Lorenzo (A)      | 15   | 10 | 7 | 1 | 2 | 28 | 12 | +16  | Ascenso a Tercera División |     | —   | 3–1 | 3–0 | 5–1 | 4–2 | 6–1 |
| 2    | C. D. Cuatro Caminos       | 13   | 10 | 6 | 1 | 3 | 24 | 12 | +12  |                            |     | 1–3 | —   | 2–1 | 3–0 | 7–0 | 5–1 |
| 3    | C. D. Miguel del Prado (A) | 11   | 10 | 5 | 1 | 4 | 11 | 13 | −2   | Ascenso a Tercera División |     | 0–1 | 0–0 | —   | 2–0 | 1–0 | 3–0 |
| 4    | S. R. Boetticher y Navarro | 9    | 10 | 4 | 1 | 5 | 17 | 22 | −5   |                            |     | 2–2 | 1–4 | 1–2 | —   | 1–0 | 5–0 |
| 5    | R. S. D. Alcalá (D)        | 9    | 10 | 4 | 1 | 5 | 16 | 22 | −6   |                            | 2–1 | 3–1 | 3–1 | 1–4 | —   | 4–1 |     |
| 6    | U. D. Montijo              | 0    | 10 | 1 | 1 | 8 | 12 | 27 | −15  | Descenso a Regional        |     | 2–0 | 0–0 | 3–1 | 3–2 | 1–1 | —   |

 Fuente: Futbolme
Notas:
1. ↑  La U. D. Montijo fue sancionada con tres puntos por alineación indebida en varios partidos.

### Grupo V
| Pos. | Equipo                     | Pts. | PJ | G | E | P | GF | GC | Dif. | Clasificación              |  | ASP | PEÑ | MAH | HEL | ELD | OLI |
| ---- | -------------------------- | ---- | -- | - | - | - | -- | -- | ---- | -------------------------- |  | --- | --- | --- | --- | --- | --- |
| 1    | C. D. Aspense (A)          | 11   | 8  | 5 | 1 | 2 | 17 | 15 | +2   | Ascenso a Tercera División |  | —   | 2–1 | 2–0 | 3–1 | 4–0 |     |
| 2    | Peña Deportiva Soriano (A) | 10   | 8  | 5 | 0 | 3 | 23 | 18 | +5   | Ascenso a Tercera División |  | 5–1 | —   | 4–2 | 3–2 | 6–1 | 4–2 |
| 3    | U. D. Mahón (A)            | 7    | 8  | 3 | 1 | 4 | 23 | 19 | +4   | Ascenso a Tercera División |  | 0–2 | 2–3 | —   | 2–3 | 6–2 |     |
| 4    | Hellín Deportivo (A)       | 7    | 8  | 3 | 1 | 4 | 14 | 14 | 0    | Ascenso a Tercera División |  | 1–1 | 4–0 | 1–3 | —   | 1–0 |     |
| 5    | C. D. Eldense (D)          | 5    | 8  | 2 | 1 | 5 | 14 | 25 | −11  | Descenso a Regional        |  | 2–3 | 4–1 | 3–3 | 2–1 | —   | 5–1 |
| 6    | C. D. Olímpico (D)         | 0    | 0  | 0 | 0 | 0 | 0  | 0  | 0    | Descenso a Regional        |  | 1–1 |     | 1–2 |     |     | —   |

 Fuente: Futbolme
Notas:
1. ↑  El C. D. Olímpico renunció a participar en la promoción luego de tres jornadas, sus resultados fueron anulados y fue descendido a Regional.

### Grupo VI
| Pos. | Equipo            | Pts. | PJ | G | E | P | GF | GC | Dif. |  | ALG | LAR | JUV | VIN | TAN | PUE |
| ---- | ----------------- | ---- | -- | - | - | - | -- | -- | ---- |  | --- | --- | --- | --- | --- | --- |
| 1    | Algeciras C. F.   | 16   | 10 | 6 | 4 | 0 | 31 | 15 | +16  |  | —   | 2–1 | 3–3 | 6–1 | 5–0 | 3–1 |
| 2    | Larache C. F.     | 12   | 10 | 5 | 2 | 3 | 32 | 11 | +21  |  | 2–2 | —   | 7–1 | 5–0 | 3–0 | 5–0 |
| 3    | Juventud Sevilla  | 12   | 10 | 5 | 2 | 3 | 21 | 22 | −1   |  | 1–2 | 1–1 | —   | 3–0 | 3–1 | 3–0 |
| 4    | S. D. Villa Nador | 9    | 10 | 4 | 1 | 5 | 16 | 26 | −10  |  | 3–3 | 3–2 | 0–3 | —   | 4–1 | 2–1 |
| 5    | Unión Tangerina   | 6    | 10 | 3 | 0 | 7 | 14 | 30 | −16  |  | 1–3 | 0–5 | 4–2 | 2–0 | —   | 4–1 |
| 6    | Puerto Real C. F. | 4    | 10 | 2 | 1 | 7 | 15 | 25 | −10  |  | 2–2 | 2–1 | 4–1 | 0–3 | 4–1 | —   |

 Fuente: Futbolme
Notas:
1. ↑  El Puerto Real C. F. fue sancionado con un punto por alineación indebida.